# 乌尔夫·绍尔布赖
乌尔夫·绍尔布赖（德語：Ulf Sauerbrey，1961年8月27日—），德国男子赛艇运动员。他曾代表东德参加世界赛艇锦标赛，获得一枚金牌和一枚银牌，均来自男子双人单桨无舵手项目。